# Keroeides koreni
Keroeides koreni är en korallart som beskrevs av Wright och Studer 1889. Keroeides koreni ingår i släktet Keroeides och familjen Keroeididae. Inga underarter finns listade i Catalogue of Life.